# 九州プロレス選手権王座
九州プロレス王座（きゅうしゅうプロレスおうざ）は、九州プロレスが管理、認定している王座。

## 歴史
2012年3月20日、九州プロレス西鉄ホール大会で開催された「最強九州男児決定トーナメント」で優勝した筑前りょう太が初代王者になった。

## 歴代王者
| 歴代   | 選手            | 戴冠回数 | 防衛回数 | 獲得日付      | 獲得場所 （対戦相手・その他）  |
| ------ | --------------- | -------- | -------- | ------------- | ------------------------------ |
| 初代   | 筑前りょう太    | 1        | 1        | 2012年3月20日 | 西鉄ホール 秀吉                |
| 第2代  | 阿蘇山          | 1        | 1        | 2013年1月27日 | 北九州芸術劇場                 |
| 第3代  | 玄海            | 1        | 6        | 2013年7月15日 | 西鉄ホール                     |
| 第4代  | めんたい☆キッド | 1        | 8        | 2015年8月9日  | 博多スターレーン               |
| 第5代  | 三原一晃        | 1        | 1        | 2018年1月14日 | 北九州芸術劇場                 |
| 第6代  | 玄海            | 2        | 1        | 2018年3月11日 | アクロス福岡イベントホール     |
| 第7代  | 火野裕士        | 1        | 2        | 2019年3月10日 | アクロス福岡イベントホール     |
| 第8代  | 玄海            | 3        | 2        | 2020年7月30日 | 非公開（無観客試合配信大会）   |
| 第9代  | 真霜拳號        | 1        | 1        | 2021年7月5日  | 西鉄ホール                     |
| 第10代 | 玄海            | 4        | 1        | 2022年1月3日  | 新宿FACE                       |
| 第11代 | 野崎広大        | 1        | 0        | 2022年8月11日 | 福岡アイランドシティフォーラム |
| 第12代 | TAJIRI          | 1        | 0        | 2023年1月3日  | 新宿FACE                       |
| 第13代 | めんたい☆キッド | 2        | 1        | 2023年2月5日  | 西日本総合展示場本館中展示場   |
| 第14代 | 野崎広大        | 2        | 4        | 2023年8月6日  | 福岡国際センター               |
| 第15代 | 関本大介        | 1        | 3        | 2024年2月11日 | 西日本総合展示場本館中展示場   |
| 第16代 | 野崎広大        | 3        | 3        | 2024年8月4日  | 福岡国際センター               |
| 第17代 | 石川修司        | 1        | 1        | 2025年2月24日 | 久留米総合スポーツセンター     |

## 主な記録
- 最多戴冠回数：4回 - 玄海（第3代、第6代、第8代、第10代）
- 最多防衛回数：8回 - めんたい☆キッド（第4代）
- 最多通算防衛回数：9回 - 玄海（第3代、第6代、第8代、第10代）
- 最年長保持者：52歳 - TAJIRI（第12代）
- 最年少保持者：24歳 - 野崎広大（第11代）